# Sainte-Marie-Kerque

Sainte-Marie-Kerque este o comună în departamentul Pas-de-Calais, Franța. În 1 ianuarie 2022 avea o populație de 1.715 de locuitori.